# Campionati europei di sollevamento pesi 1968
I Campionati europei di sollevamento pesi 1968, 49ª edizione della manifestazione, si svolsero a Leningrado dal 19 al 25 giugno.
Fu l'ultima edizione organizzata dall'International Weightlifting Federation, e anche l'ultima (organizzata come tale) a prevedere l'assegnazione delle medaglie solo nel totale dell'esercizio. A partire dal 1969 le medaglie saranno assegnate, oltre che nel totale, anche nelle tre specialità della disciplina, dal 1973 ridotte a due.

## Formula
La formula prevedeva tre serie di sollevamenti:
- sollevamento a distensione a due mani;
- sollevamento a strappo a due mani;
- sollevamento a slancio a due mani.

## Titoli in palio
| Categoria            | Eventi         | Atleti |
| -------------------- | -------------- | ------ |
| Pesi gallo           | Fino a 56 kg   | 8      |
| Pesi piuma           | Fino a 60 kg   | 12     |
| Pesi leggeri         | Fino a 67.5 kg | 15     |
| Pesi medi            | Fino a 75 kg   | 18     |
| Pesi massimi leggeri | Fino a 82.5 kg | 17     |
| Pesi mediomassimi    | Fino a 90 kg   | 19     |
| Pesi massimi         | Oltre i 90 kg  | 12     |

## Nazioni partecipanti
Le nazioni che hanno partecipato ai campionati furono 18 per un totale di 101 atleti partecipanti. Tra parentesi i partecipanti per nazione.
- Austria (7)
- Belgio (3)
- Bulgaria (7)
- Cecoslovacchia (7)
- Danimarca  (3)
- Finlandia (7)
- Francia (6)
- Germania Est (7)
- Germania Ovest (6)
- Italia (7)
- Jugoslavia (3)
- Polonia (7)
- Romania (7)
- Spagna (3)
- Svezia (2)
- Turchia  (5)
- Ungheria (7)
- Unione Sovietica (7)

## Risultati
| Evento      | Oro                  | Oro   | Argento          | Argento | Bronzo             | Bronzo |
| ----------- | -------------------- | ----- | ---------------- | ------- | ------------------ | ------ |
| 56 kg       | Imre Földi           | 350,0 | Walter Szołtysek | 342,5   | Aleksej Vachonin   | 342,5  |
| 60 kg       | Mieczysław Nowak     | 380,0 | Dito Šanidze     | 367,5   | Rudolf Kozłowski   | 360,0  |
| 67.5 kg     | Waldemar Baszanowski | 425,0 | Marian Zieliński | 405,0   | Konstantin Tilev   | 402,5  |
| 75 kg       | Viktor Kurencov      | 462,5 | Evgenij Smirnov  | 460,0   | Werner Dittrich    | 445,0  |
| 82,5 kg     | Boris Selickij       | 472,5 | Norbert Ozimek   | 470,0   | Karl Arnold        | 465,0  |
| 90 kg       | Jaan Talts           | 512,5 | Bo Johansson     | 495,0   | Kaarlo Kangasniemi | 490,0  |
| Oltre 90 kg | Leonid Žabotyns'kyj  | 570,0 | Serge Reding     | 527,5   | Manfred Rieger     | 525,0  |

## Medagliere
| Posiz. | Nazione          | Oro | Argento | Bronzo | Totale |
| ------ | ---------------- | --- | ------- | ------ | ------ |
| 1      | Unione Sovietica | 4   | 2       | 1      | 7      |
| 2      | Polonia          | 2   | 3       | 1      | 6      |
| 3      | Ungheria         | 1   | 0       | 0      | 1      |
| 4      | Belgio           | 0   | 1       | 0      | 1      |
| 4      | Svezia           | 0   | 1       | 0      | 1      |
| 6      | Germania Est     | 0   | 0       | 3      | 3      |
| 7      | Bulgaria         | 0   | 0       | 1      | 1      |
| 7      | Finlandia        | 0   | 0       | 1      | 1      |
| Totale | Totale           | 7   | 7       | 7      | 21     |

## Classifica a squadre
Il sistema di punteggio è basato sui punti distribuiti per l'esercizio totale in base allo schema adottato nel 1958:
| Pos. | Squadra          | Punti |
| ---- | ---------------- | ----- |
| 1    | Unione Sovietica | 42    |
| 2    | Polonia          | 34    |
| 3    | Ungheria         | 13    |
| 4    | Bulgaria         | 13    |
| 5    | Germania Est     | 12    |
| 6    | Finlandia        | 11    |
| 7    | Cecoslovacchia   | 7     |
| 8    | Svezia           | 5     |
| 9    | Belgio           | 5     |
| 10   | Francia          | 5     |
| 11   | Austria          | 2     |
| 11   | Germania Ovest   | 2     |
| 11   | Romania          | 2     |
| 14   | Italia           | 1     |